# Порывкин, Владимир Александрович
Владимир Александрович Порывкин (род. 23 июня 1951) — советский легкоатлет, специалист по бегу на короткие и средние дистанции. Выступал на всесоюзном уровне в 1970-х годах, серебряный и бронзовый призёр чемпионатов СССР, победитель первенств всесоюзного и всероссийского значения. Представлял Волгоград, Горький и Московскую область, спортивные общества «Буревестник» и «Динамо».

## Биография
Владимир Порывкин родился 23 июня 1951 года. Занимался лёгкой атлетикой в Волгограде, Горьком и позднее в Московской области, выступал за РСФСР, спортивные общества «Буревестник» и «Динамо».
Впервые заявил о себе на всесоюзном уровне в сезоне 1970 года, когда попал в десятку лучших молодых легкоатлетов СССР на дистанциях 400 и 800 метров.
Наивысшего успеха в своей спортивной карьере добился в 1972 году на чемпионате СССР в Москве. В беге на 800 метров с результатом 1:49.2 завоевал серебряную награду, уступив лишь Ивану Иванову, тогда как в зачёте эстафеты 4 × 400 метров вместе с партнёрами по динамовской команде Евгением Борисенко, Юрием Подлипняком и Виктором Деревянко стал бронзовым призёром — здесь их обошли только сборные «Буревестника» и Вооружённых сил. Позднее на других соревнованиях в Москве превзошёл всех соперников и установил личный рекорд в дисциплине 800 метров на открытом стадионе — 1:47.3.
В 1976 году на зимнем чемпионате СССР в Москве выиграл серебряную медаль в беге на 600 метров, пропустив вперёд только спартаковца Павла Литовченко.